# Остфилдерн
Остфилдерн (њем. Ostfildern) град је у њемачкој савезној држави Баден-Виртемберг. Једно је од 44 општинска средишта округа Еслинген. Према процјени из 2010. у граду је живјело 35.612 становника. Посједује регионалну шифру (AGS) 8116080.

## Географски и демографски подаци
Остфилдерн се налази у савезној држави Баден-Виртемберг у округу Еслинген. Град се налази на надморској висини од 348 метара. Површина општине износи 22,8 km². У самом граду је, према процјени из 2010. године, живјело 35.612 становника. Просјечна густина становништва износи 1.561 становника/km².